# Ingleburn, New South Wales
Ingleburn este o suburbie în Sydney, Australia.